# Raión de Tuapsé
El raión de Tuapsé (del ruso: Туапси́нский райо́н) es uno de los treinta y siete raiones en los que se divide el krai de Krasnodar, en Rusia. Está situado en la zona meridional del krai. Limita al sureste con el ókrug urbano de Sochi, al suroeste con el mar Negro, al noroeste con el ókrug urbano de Gelendzhik, al norte con el raión de Séverskaya y el ókrug urbano de Goriachi Kliuch y al este con el raión de Apsheronsk. Tenía 127 415 habitantes en 2010 y tiene una superficie de 2 366 km². Su centro administrativo es Tuapsé.
Está situado en el área central de la costa del krai de Krasnodar en el mar Negro, donde el Cáucaso se encuentra con este mar. El relieve del raión está marcado por las montañas bajas que llegan muy cerca de la costa, en las que nacen cortos cursos de agua, entre los que cabe destacar el Tuapsé, el Agói, el Nebug, el Tu, el Nechepsujo, el Shapsujo y el Dzhubga.

## Historia
El raión fue establecido el 26 de enero de 1920 como parte del ókrug del Mar Negro del óblast de Kubán-Mar Negro. Inicialmente comprendía la ciudad de Tuapsé y 3 vólosts: Veliaminovskaya, Dzhubgskaya y Lázarevskaya. El 2 de junio de 1924 pasó a formar parte del óblast del Sudeste. En septiembre de ese año se escindió el raión nacional shapsug con centro en Tuapsé. Desde el 16 de noviembre de 1924 la región formó parte del krai del Cáucaso Norte y desde el 10 de enero de 1934 del krai de Azov-Mar Negro.
Del 21 de mayo de 1935 al 16 de abril de 1940 se disolvió el raión de Tuapsé y su territorio se dividió entre el raión nacional shapsug y el raión de Gelendzhik. El 22 de agosto de 1953 en la composición del raión entró parte del raión nacional armenio. El 11 de febrero de 1963 pasó a formar parte del raión la mayor parte del disuelto raión de Gelendzhik, territorios que el 30 de diciembre de ese mismo año son subordinados a la ciudad de Gelendzhik.
En 1993 se disolvieron los selsoviets y en 2005 se decidió la división en 9 municipios. El 1 de enero de 2008 la ciudad y el raión de Tuapsé se convirtieron en una unidad municipal.

## Demografía

### Evolución demográfica
| Año  | Población |
| ---- | --------- |
| 1959 | 25 859    |
| 1970 | 38 539    |
| 1979 | 47 625    |
| 1989 | 58 809    |
| 2002 | 61 257    |
| 2009 | 127 415   |

El 25.4 % de la población es urbana y el 74.6 % es rural (sin Tuapsé).

### Nacionalidades
De los 61 257 habitantes (sin Tuapsé) con que contaba el raión en 2002 el 65.40 % se declaraba de etnia rusa, el 20.99 % de etnia armenia, el 5.75 % de etnia adigué (4.34 % adigué, 1.21 % shapsug, 0.17 % cherquesos), el 3.0 % de etnia ucraniana, el 0.66 % de etnia tártara, el 0.57 % de etnia bielorrusa, el 0.35 % de etnia georgiana, el 0.31 % de etnia alemana, el 0.28 % de etnia griega y el 0.39 % de otras nacionalidades.

## División administrativa

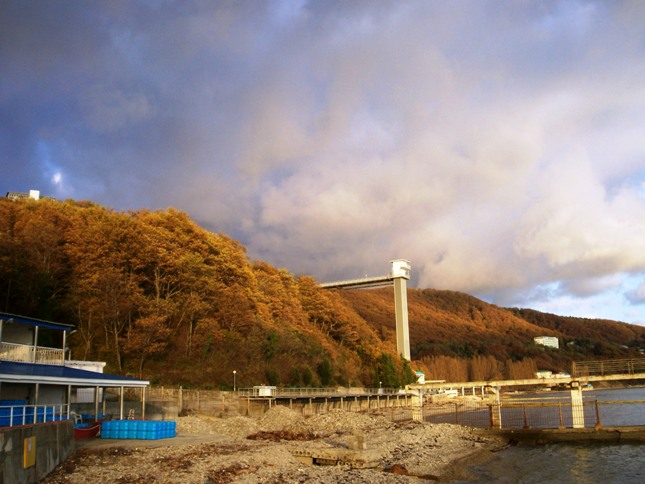
Costa del raión de Tuapsé, junto a Tiumenski.

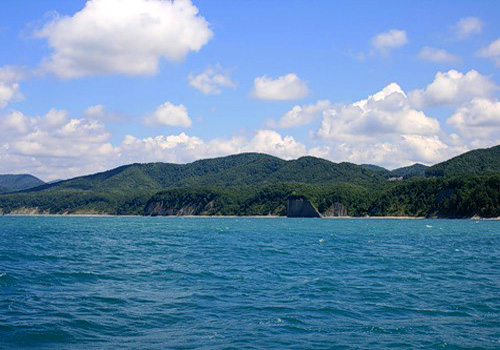
Costa del raión, mar Negro.

El raión se divide en 3 municipios urbanos y 7 rurales, que engloban 65 localidades:
| Municipios de tipo urbano          | Poblaciones* |
| ---------------------------------- | --- |
| Municipio urbano Dzhugbskoye       | - asentamiento de tipo urbano Dzhubga - seló Górskoye - seló Bzhid - jútor Polkovnichi - seló Defanovka - seló Moldavanovka |
| Municipio urbano Novomijaílovskoye | - asentamiento de tipo urbano Novomijáilovski - posiólok Sportlágueria Elektron - posiólok Doma Otdyja Kubán - posiólok Sanatoriya Chernormorie - posiólok Sanatoriya Agriya - posiólok Pansionata Olguinka - posiólok Bazy Otdyja Lastochka - posiólok Turbazy Primorskaya - aul Psebe - seló Olguinka - seló Pliajo - seló Podjrebtovoye |
| Municipio urbano Tuapsinskoye      | - ciudad Tuapsé |
| Municipios de tipo rural           | |
| Municipio rural Veliaminovskoye    | - seló Tsypka - seló Zarechie - seló Krásnoye - seló Mesazhai - posiólok Prigorodni - posiólok Jolodni Rodnik - jútor Grecheski |
| Municipio rural Gueorguiyevskoye   | - seló Gueorguiyevskoye - seló Indiuk - seló Krivenkovskoye - seló Anastasiyevka - aul Bolshoye Pseushko - seló Kirpichnoye - aul Maloye Pseushko |
| Municipio rural Nebugskoye         | - seló Nébug - seló Agói - aul Agui-Shapsug - posiólok Maiski - posiólok Sosnovi - posiólok Tiumenski - posiólok Pansionata Nebug |
| Municipio rural Oktiabrskoye       | - posiólok Oktiabrski - jútor Altubinal - seló Goitj - seló Gunaika Pérvaya - seló Gunaika Chetviortaya - jútor Paporotni - seló Terziyán |
| Municipio rural Tenguinskoye       | - seló Tenguinka - seló Lérmontovo |
| Municipio rural Shaumiánskoye      | - seló Shaumián - jútor Afanasievski Postik - posiólok Gorni - jútor Krainiaya Shchel - seló Navaguinskoye - jútor Ostrovskaya Shchel - seló Sadóvoye - jútor Shubinka |
| Municipio rural Shepsinskoye       | - seló Shepsi - posiólok Vesná - seló Vólnoye - posiólok Guizel-Dere - seló Dederkoi - seló Dzeberkoi - seló Kroyanskoye - posiólok Yuzhni |

*Los centros administrativos están resaltados en negrita.

## Economía y transporte
En la región de la costa del mar Negro se halla desarrollado el sector turístico. Al ser una región montañosa y boscosa, los principales sectores industriales son el maderero y el agroalimentario (empresas colectivas SXZAO Novomijailovskoye, FGUP Plodosovjoz Dzhubgski. y OAO Geroguiyevskoye, dedicadas a la producción de fruta y frutos secos).